# Max Jørgensen
Max Carl Jørgensen (9 de abril de 1923 — 26 de novembro de 1992) foi um ciclista dinamarquês. Foi um dos atletas que representou a Dinamarca nos Jogos Olímpicos de 1948, em Londres, onde terminou em quinto lugar na prova de perseguição por equipes.